# Juan Uvera
Juan Uvera är en ort i Mexiko.   Den ligger i kommunen Atlixco och delstaten Puebla, i den sydöstra delen av landet, 100 km sydost om huvudstaden Mexico City. Juan Uvera ligger 1 752 meter över havet och antalet invånare är 586.
Terrängen runt Juan Uvera är kuperad åt nordost, men åt sydväst är den platt. Runt Juan Uvera är det ganska tätbefolkat, med 222 invånare per kvadratkilometer. Närmaste större samhälle är Atlixco, 5,1 km norr om Juan Uvera. Omgivningarna runt Juan Uvera är en mosaik av jordbruksmark och naturlig växtlighet.